# 念仏宗 九州本山
念仏宗 九州本山（ねんぶつしゅう きゅうしゅうほんざん）は、大分県由布市挾間町にある。仏教の一宗派・宗教法人念佛宗三寶山無量壽寺の寺院である。

## 概要
2002年（平成14年）落慶。3月31日に行われた落慶法要には、世界の仏教国11か国から王室、法王、大僧正などの要人64人や、全国の信徒ら合わせて2,000人が出席した。
本尊は阿弥陀三尊で、本堂に安置される。
同寺によれば総伽藍が建立されるのは約340年ぶりであると、新聞では報じられている。その一方で、同寺自身のウェブサイトにおいては、2008年に落慶した佛教之王堂を、「1661年黄檗宗崇福寺建立以来347年ぶりの総伽藍の創建」としている。

## 伽藍

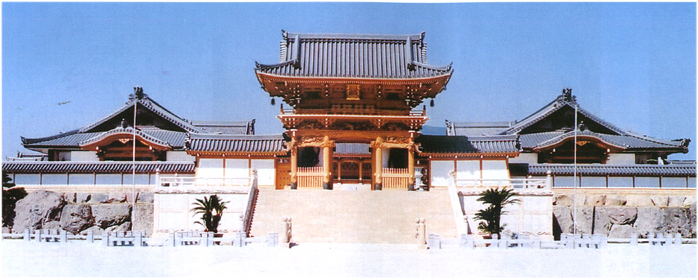
山門

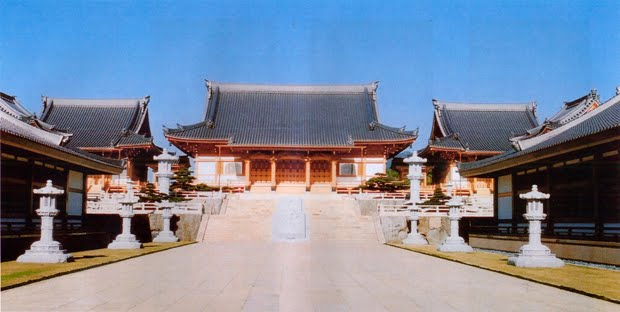
本堂

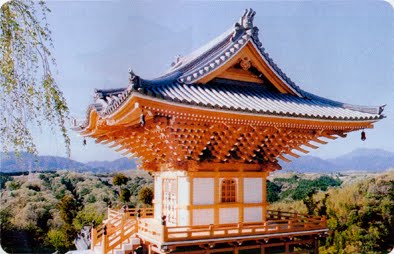
地蔵堂

伽藍は、山門、本堂、釈迦堂、観音堂、地蔵堂、奥之院、説法道場、庫裏と二つの鐘楼からなる。本堂が上段に位置し、その両脇には観音堂及び釈迦堂があり、中段には両側にそれぞれ鐘楼が設けられている。全体の境内地は61,605坪、そのうち整地された敷地は約6,000坪である。
当寺では、室町時代の建築様式や竜宮造が用いられている。
- 本堂 - 本堂は、総反り入母屋造の平入りの純木造日本建築である。平面は向拝三間、身舎七間（間口20.4m、奥行16.2m）で、高さは13m。組物は三手先。
- 山門 - 巨大石の石垣を左右に配置し、18段の階段の上に建てられた、総反り入母屋造二層一重造りの山門（仁王門）である。
- 釈迦堂・観音堂 - 本堂の左側には観音堂、右側には釈迦堂がある。いずれも総反り入母屋造平入り。平面は向拝三間、身舎五間（間口10.9m、奥行10.9m）で、高さは11.3m。組物は三手先。さらにはその左端には地蔵堂があり、四阿のある展望台に続く。
- 地蔵堂 - 地蔵堂は、総反り入母屋向拝軒唐破風造。平面は間口3.2m、奥行3.2mで、高さは8.8m。組物は六手先。念佛宗三寶山無量壽寺では六手先を備えたこの堂を「過去に前例のない建築」としているが[2]、六手先は東大寺南大門などで見られ、この堂が日本初ではない。
- 奥之院 - 奥之院は、総反り入母屋向拝軒唐破風造の舞台造。平面は間口4.1m、高さ11.5。組物は三手先。屋根には飾り瓦の天女が正面で出迎える。
- 鐘楼 - 南北の鐘楼は総反り入母屋造。平面は間口3.6m、奥行き3.6mで、高さは9m。組物は垂木三手先詰組、腰組二手先、四方転び柱。梵鐘は重さ2.25tである。